# GSP-stadion
Het GSP-stadion (Grieks: Στάδιο Γυμναστικός Σύλλογος "Τα Παγκύπρια", Stadio Gymnastikos Syllogos "Ta Pankipria") is een voetbalstadion in de Cypriotische hoofdstad Nicosia. Het stadion heeft een capaciteit van 22.859 plaatsen en is daarmee het grootste stadion van Cyprus. Het stadion werd in 1999 gebouwd en geopend. In dit stadion spelen de voetbalclubs APOEL Nicosia, Olympiakos Nicosia en Omonia Nicosia hun thuiswedstrijden, evenals het Cypriotisch voetbalelftal. Het stadion wordt weleens verward met zijn voorganger, het Old GSP Stadium. Dit stadion lag ook in Nicosia en heeft een capaciteit van 12.000 plaatsen.
Het stadioncomplex bestaat uit drie delen: een voetbalstadion, een atletiekstadion en een voetbalveld bestemd voor trainingen. Het stadion ligt bij de ingang van Nicosia.
Het GSP-stadion is het enige door de UEFA goedgekeurde stadion uit Cyprus. In het stadion hebben ook buitenlandse clubs wedstrijden afgewerkt, zoals clubs afkomstig uit Israël door de onveiligheid in hun land. Tijdens de Olympische Zomerspelen 2004 in Athene gebruikten veel atleten het GSP-stadion als trainingslocatie.